# Leichtathletik-Weltmeisterschaften 2005/200 m der Männer

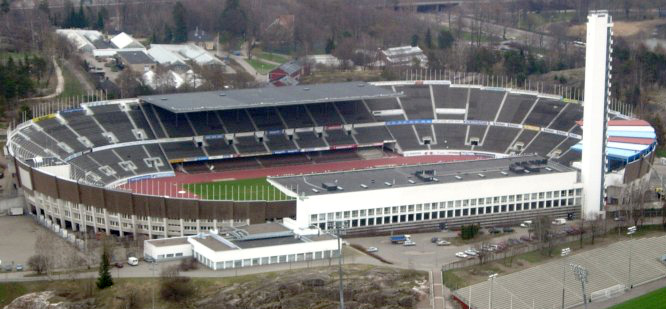
Das Olympiastadion in Helsinki im Mai 2005

Der 200-Meter-Lauf der Männer bei den Leichtathletik-Weltmeisterschaften 2005 wurde vom 9. bis 11. August 2005 im Olympiastadion der finnischen Hauptstadt Helsinki ausgetragen.
In diesem Wettbewerb belegten die US-amerikanischen Sprinter die ersten vier Plätze. Weltmeister wurde der Olympiadritte von 2004 Justin Gatlin, der hier vier Tage zuvor bereits den 100-Meter-Lauf für sich entschieden hatte. 2004 hatte er darüber hinaus Olympiagold über 100 Meter und Olympiasilber mit der 4-mal-100-Meter-Staffel seines Landes gewonnen. Zweiter wurde Wallace Spearmon. Bronze ging an den Titelverteidiger John Capel. Er hatte 2003 mit der US-amerikanischen Sprintstaffel einen zweiten WM-Titel errungen.
Die Rennen wurden unter häufig wechselnden Winden ausgetragen. Die Athleten hatten mit niedrigen Temperaturen und immer wieder teilweise heftigen Gegenwinden zu kämpfen, was die Leistungen deutlich beeinträchtigte.

## Bestehende Rekorde
| Weltrekord               | 19,32 s | Michael Johnson | OS 1996 in Atlanta, USA       | 1. August 1996  |
| Weltmeisterschaftsrekord | 19,79 s | Michael Johnson | WM 1995 in Göteborg, Schweden | 11. August 1995 |

Der bestehende WM-Rekord wurde bei diesen Weltmeisterschaften nicht eingestellt und nicht verbessert.

## Vorrunde
Die Vorrunde wurde in acht Läufen durchgeführt. Die ersten drei Athleten pro Lauf – hellblau unterlegt – sowie die darüber hinaus acht zeitschnellsten Läufer – hellgrün unterlegt – qualifizierten sich für das Viertelfinale.
In den Rennen herrschten äußerst unterschiedliche Windbedingungen vor. Im achten Vorlauf gab es einen Gegenwind von 2,7 m/s, im sechsten einen Rückenwind von 4,3 m/s. Das führte dazu, dass es bei der Qualifikation für die nächste Runde über die Zeitregel nicht immer gerecht zuging.

### Vorlauf 1

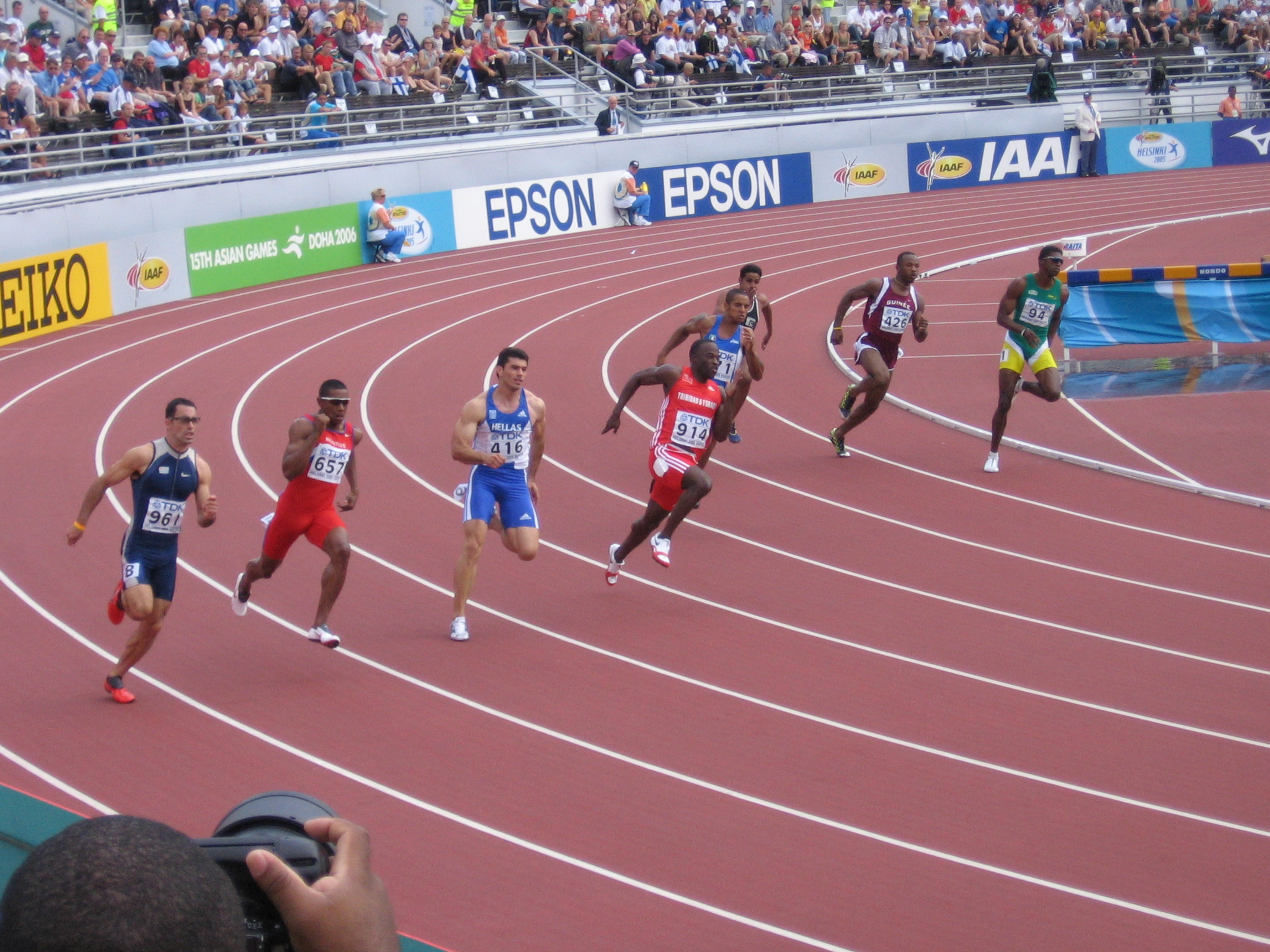
Läufer im ersten Vorlauf ausgangs der Kurve (von außen nach innen): Heber Viera, Stéphan Buckland, Panayiótis Sarrís, Aaron Armstrong, Andrew Howe, Afzal Baig, Nabie Fofana, André Domingos da Silva

9. August 2005, 12:28 Uhr
Wind: −2,5 m/s
| Platz | Name                    | Nation              | Zeit (s) |
| ----- | ----------------------- | ------------------- | -------- |
| 1     | Stéphan Buckland        | Mauritius           | 20,94    |
| 2     | Andrew Howe             | Italien             | 21,08    |
| 3     | Aaron Armstrong         | Trinidad und Tobago | 21,10    |
| 4     | Panayiótis Sarrís       | Griechenland        | 21,43    |
| 5     | André Domingos da Silva | Brasilien           | 21,44    |
| 6     | Heber Viera             | Uruguay             | 21,71    |
| 7     | Nabie Fofana            | Guinea              | 22,16    |
| 8     | Afzal Baig              | Pakistan            | 22,54    |

### Vorlauf 2
9. August 2005, 12:28 Uhr
Wind: +2,0 m/s
| Platz | Name                   | Nation              | Zeit (s) |
| ----- | ---------------------- | ------------------- | -------- |
| 1     | Ronald Pognon          | Frankreich          | 20,37    |
| 2     | Brian Dzingai          | Simbabwe            | 20,76    |
| 3     | Yordan Ilinov          | Bulgarien           | 20,85    |
| 4     | Hamed Hamadan al-Bishi | Saudi-Arabien       | 21,03    |
| 5     | Julieon Raeburn        | Trinidad und Tobago | 21,12    |
| 6     | Evans Marie            | Seychellen          | 21,65    |
| 7     | Noor Adi Bin Rostam    | Brunei              | 24,05    |
| DNS   | Obadele Thompson       | Barbados            |          |

### Vorlauf 3
9. August 2005, 12:36 Uhr
Wind: +1,8 m/s
| Platz | Name                  | Nation         | Zeit (s) |
| ----- | --------------------- | -------------- | -------- |
| 1     | Christian Malcolm     | Großbritannien | 20,36    |
| 2     | John Capel            | USA            | 20,40    |
| 3     | Sebastian Ernst       | Deutschland    | 20,45    |
| 4     | Patrick Johnson       | Australien     | 20,56    |
| 5     | Tommi Hartonen        | Finnland       | 20,58    |
| 6     | Daniel Abenzoar-Foulé | Luxemburg      | 21,10    |
| 7     | Nicholas Mangham      | Palau          | 24,39    |
| DNF   | Omar Brown            | Jamaika        |          |

### Vorlauf 4

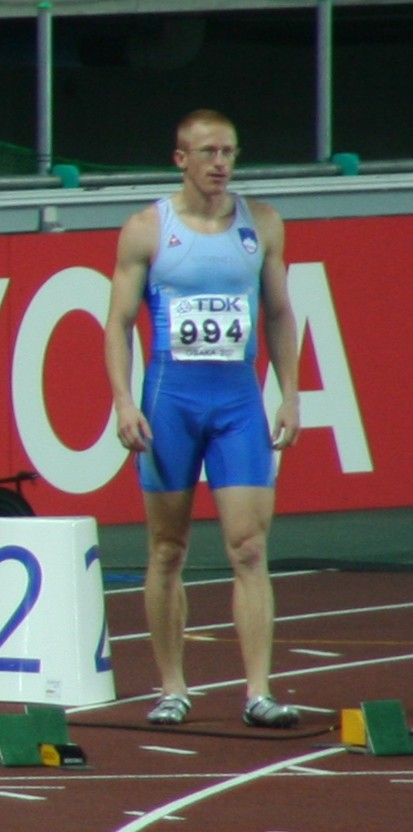
Matic Osovnikar schied als Fünfter seines Vorlaufs trotz einer Zeit unter 21 Sekunden aus
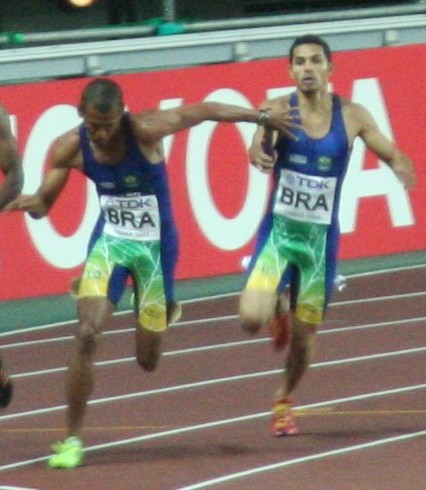
Basílio de Moraes (rechts) kam als Sechster des vierten Vorlaufs nicht in die nächste Runde

9. August 2005, 12:44 Uhr
Wind: +2,1 m/s
| Platz | Name                 | Nation                  | Zeit (s) |
| ----- | -------------------- | ----------------------- | -------- |
| 1     | Tobias Unger         | Deutschland             | 20,45    |
| 2     | Christopher Williams | Jamaika                 | 20,64    |
| 3     | Marlon Devonish      | Großbritannien          | 20,75    |
| 4     | Olusoji Fasuba       | Nigeria                 | 20,88    |
| 5     | Matic Osovnikar      | Slowenien               | 20,94    |
| 6     | Basílio de Moraes    | Brasilien               | 20,99    |
| 7     | Abubaker El Tawerghi | Libyen                  | 21,72    |
| DNS   | Darian Forbes        | Turks- und Caicosinseln |          |

### Vorlauf 5

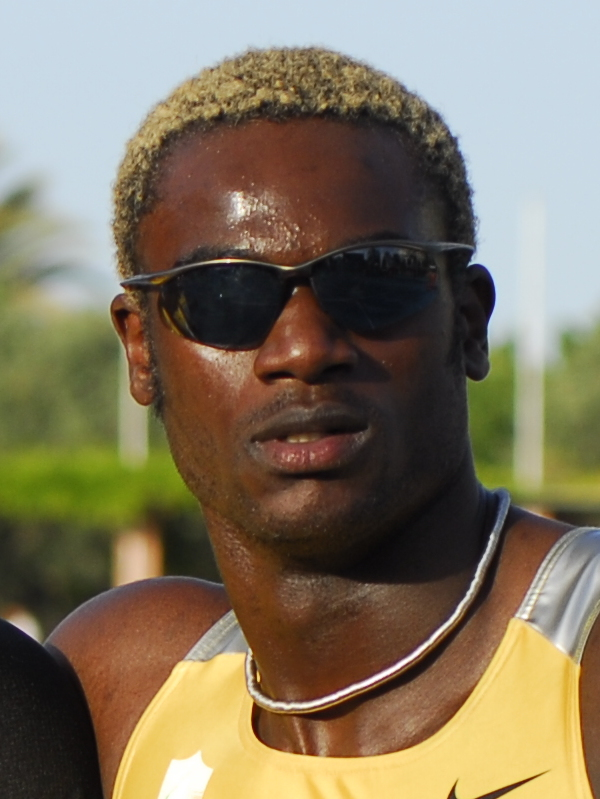
Koura Kaba Fantoni verfehlte die Viertelfinalteilnahme um einen Rang

9. August 2005, 12:52 Uhr
Wind: −0,4 m/s
| Platz | Name                  | Nation                       | Zeit (s) |
| ----- | --------------------- | ---------------------------- | -------- |
| 1     | Usain Bolt            | Jamaika                      | 20,80    |
| 2     | Shingo Suetsugu       | Japan                        | 20,85    |
| 3     | Kristof Beyens        | Belgien                      | 20,88    |
| 4     | Koura Kaba Fantoni    | Italien                      | 21,10    |
| 5     | Kevon Pierre          | Trinidad und Tobago          | 21,24    |
| 6     | Oumar Loum            | Senegal                      | 21,37    |
| 7     | Béranger-Aymard Bossé | Zentralafrikanische Republik | 22,02    |

### Vorlauf 6
9. August 2005, 13:00 Uhr
Wind: +4,3 m/s
Von allen Rennen der Vorrunde profitierten die Sprinter in diesem Vorlauf am weitaus meisten von einem starken Rückenwind. Es war nicht weiter verwunderlich, dass ausnahmslos alle Teilnehmer zumindest über die Zeitregel die nächste Runde erreichten.
| Platz | Name                | Nation    | Zeit (s) |
| ----- | ------------------- | --------- | -------- |
| 1     | Tyson Gay           | USA       | 19,99    |
| 2     | Marcin Jędrusiński  | Polen     | 20,14    |
| 3     | Jaysuma Saidy Ndure | Gambia    | 20,14    |
| 4     | Uchenna Emedolu     | Nigeria   | 20,22    |
| 5     | Johan Wissman       | Schweden  | 20,26    |
| 6     | Leigh Julius        | Südafrika | 20,37    |
| 7     | Paul Hession        | Irland    | 20,40    |

### Vorlauf 7

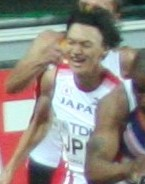
Benachteiligt durch heftigen Gegenwind hatte Shinji Takahira kaum eine Chance auf ein Weiterkommen über die Zeitregel

9. August 2005, 13:08 Uhr
Wind: −2,1 m/s
| Platz | Name               | Nation                   | Zeit (s) |
| ----- | ------------------ | ------------------------ | -------- |
| 1     | Daniel Batman      | Australien               | 20,68    |
| 2     | Guus Hoogmoed      | Niederlande              | 20,80    |
| 3     | Justin Gatlin      | USA                      | 20,90    |
| 4     | Shinji Takahira    | Japan                    | 21,03    |
| 5     | Dmytro Hlushchenko | Ukraine                  | 21,15    |
| 6     | Mphelave Dlamin    | Swasiland                | 21,79    |
| 7     | Dion Crabbe        | Britische Jungferninseln | 21,82    |
| DNS   | Francis Obikwelu   | Portugal                 |          |

### Vorlauf 8

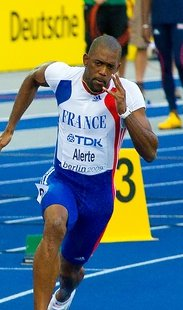
David Alerte kam in seinem Vorlauf nicht ins Ziel

9. August 2005, 13:16 Uhr
Wind: −2,7 m/s
| Platz | Name              | Nation              | Zeit (s) |
| ----- | ----------------- | ------------------- | -------- |
| 1     | Wallace Spearmon  | USA                 | 20,51    |
| 2     | Juan Pedro Toledo | Mexiko              | 20,78    |
| 3     | Joseph Batangdon  | Kamerun             | 20,84    |
| 4     | Dominic Demeritte | Bahamas             | 20,90    |
| 5     | Yang Yaozu        | Volksrepublik China | 21,03    |
| 6     | Bruno Pacheco     | Brasilien           | 21,05    |
| DNF   | David Alerte      | Frankreich          |          |

## Viertelfinale
Aus den vier Viertelfinalläufen qualifizierten sich die jeweils ersten drei Athleten – hellblau unterlegt – sowie die darüber hinaus vier zeitschnellsten Läufer – hellgrün unterlegt – für das Halbfinale.

### Viertelfinallauf 1

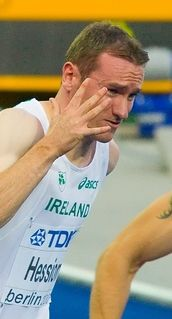
Paul Hessions fünfter Rang in seinem Rennen reichte nicht für das Halbfinale
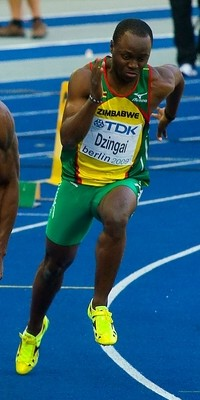
Brian Dzingai – Rang sieben in seinem Viertelfinallauf und damit ausgeschieden

10. August 2005, 13:45 Uhr
Wind: +2,0 m/s
| Platz | Name              | Nation      | Zeit (s)                         |
| ----- | ----------------- | ----------- | -------------------------------- |
| 1     | Tobias Unger      | Deutschland | 20,91                            |
| 2     | Wallace Spearmon  | USA         | 20,91                            |
| 3     | Patrick Johnson   | Australien  | 20,94                            |
| 4     | Joseph Batangdon  | Kamerun     | 21,38                            |
| 5     | Paul Hession      | Irland      | 21,69                            |
| 6     | Yordan Ilinov     | Bulgarien   | 21,94                            |
| 7     | Brian Dzingai     | Simbabwe    | 22,32                            |
| DSQ   | Juan Pedro Toledo | Mexiko      | IAAF Rule 163.3 – Bahnübertreten |

### Viertelfinallauf 2

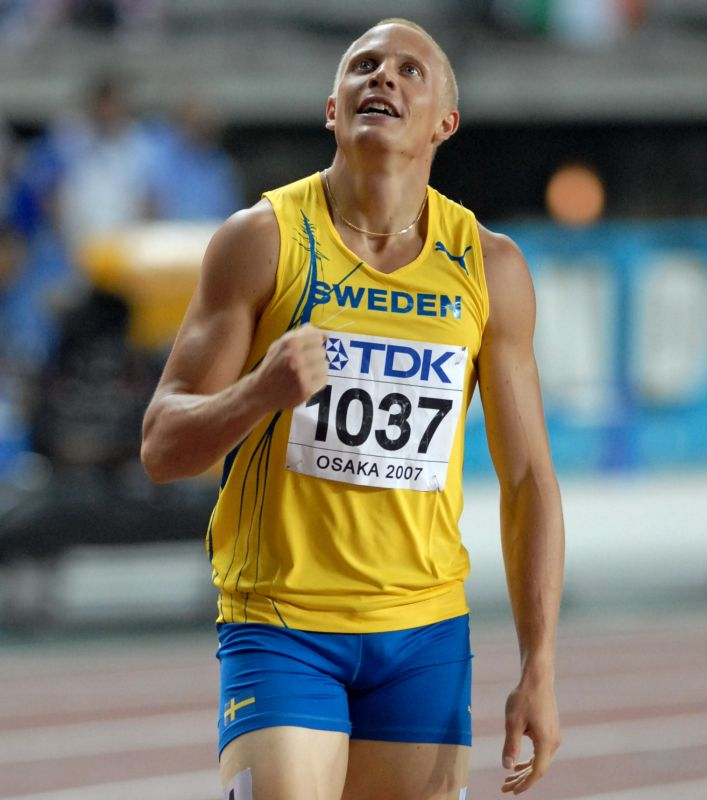
Johan Wissman scheiterte als Fünfter seines Rennens im Viertelfinale
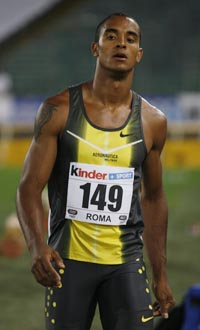
Für Andrew Howe reichte es mit seinem fünften Rang im zweiten Viertelfinale nicht zum Weiterkommen

10. August 2005, 13:45 Uhr
Wind: −1,1 m/s
| Platz | Name                | Nation    | Zeit (s) |
| ----- | ------------------- | --------- | -------- |
| 1     | Tyson Gay           | USA       | 20,64    |
| 2     | Stéphan Buckland    | Mauritius | 20,66    |
| 3     | Jaysuma Saidy Ndure | Gambia    | 20,95    |
| 4     | Marcin Jędrusiński  | Polen     | 21,07    |
| 5     | Johan Wissman       | Schweden  | 21,16    |
| 6     | Andrew Howe         | Italien   | 21,19    |
| 7     | Dominic Demeritte   | Bahamas   | 21,25    |
| DNF   | Uchenna Emedolu     | Nigeria   |          |

### Viertelfinallauf 3

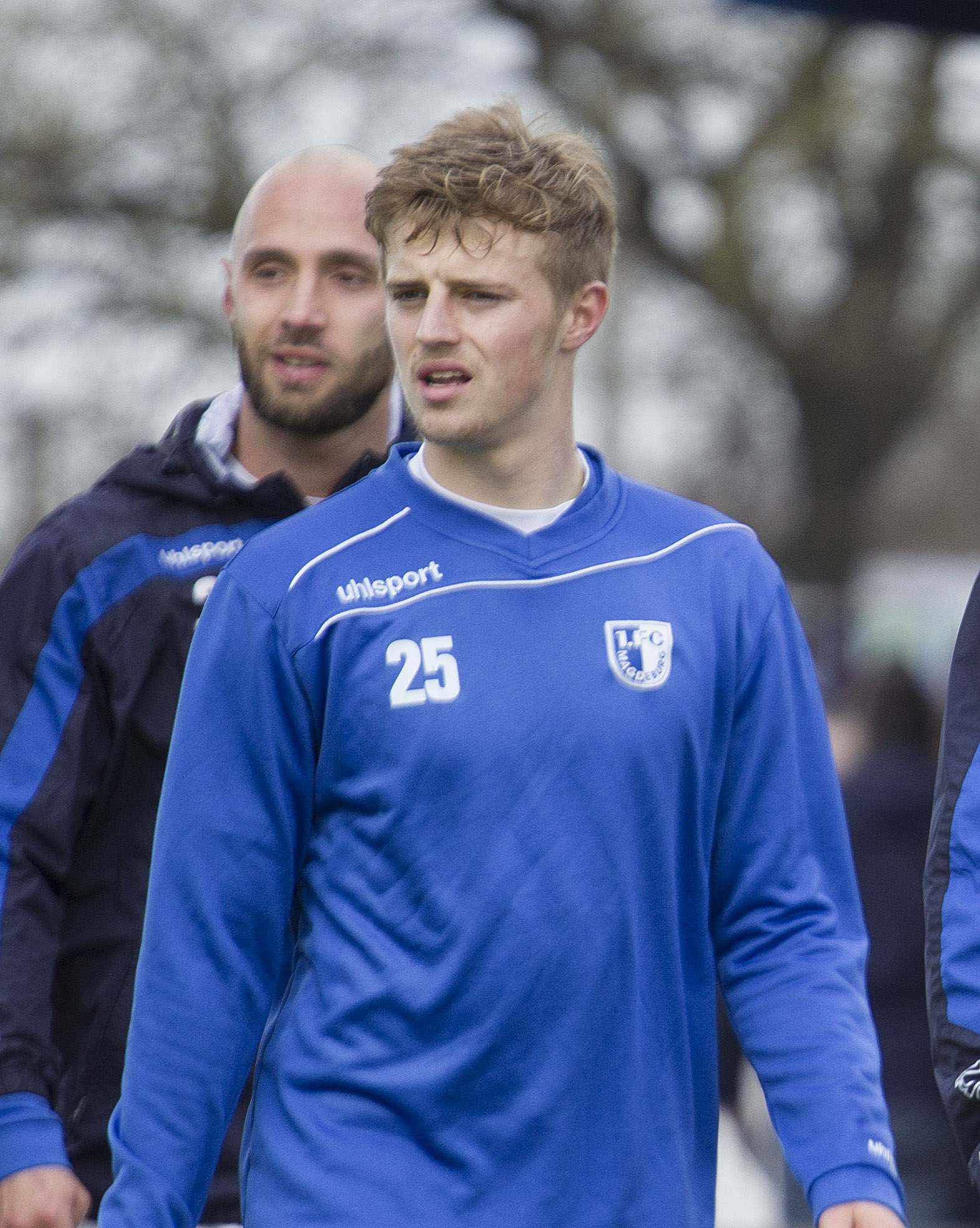
Sebastian Ernst erreichte das Viertelfinale und schied dort als Siebter seines Laufs aus
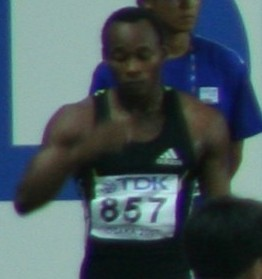
Olusoji Fasuba kam in seinem Viertelfinale mit deutlichem Rückstand als Letzter ins Ziel

10. August 2005, 13:59 Uhr
Wind: −3,7 m/s
| Platz | Name              | Nation              | Zeit (s) |
| ----- | ----------------- | ------------------- | -------- |
| 1     | John Capel        | USA                 | 20,78    |
| 2     | Usain Bolt        | Jamaika             | 20,87    |
| 3     | Aaron Armstrong   | Trinidad und Tobago | 20,94    |
| 4     | Christian Malcolm | Großbritannien      | 21,02    |
| 5     | Shingo Suetsugu   | Japan               | 21,11    |
| 6     | Leigh Julius      | Südafrika           | 21,45    |
| 7     | Sebastian Ernst   | Deutschland         | 21,54    |
| 8     | Olusoji Fasuba    | Nigeria             | 21,92    |

### Viertelfinallauf 4

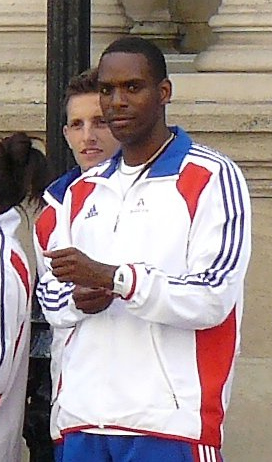
Ronald Pognon – als Fünfter seines Viertelfinallaufs nicht im Halbfinale
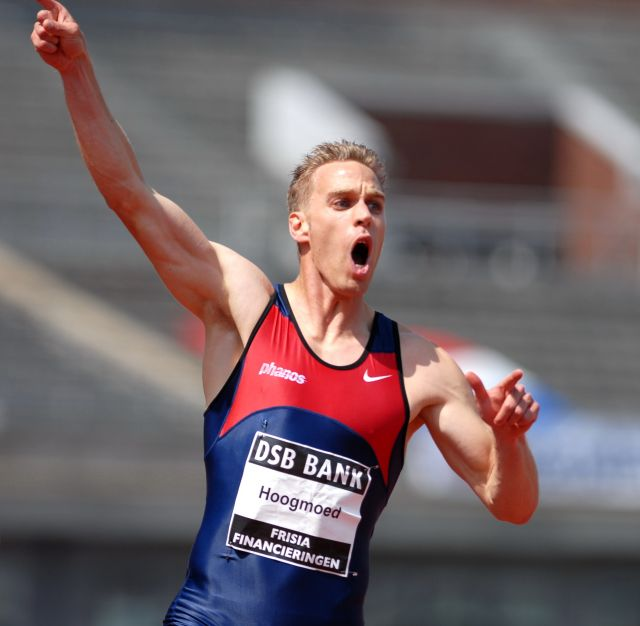
Zeitgleich mit Ronald Pognon scheiterte Guus Hoogmoed im Viertelfinale
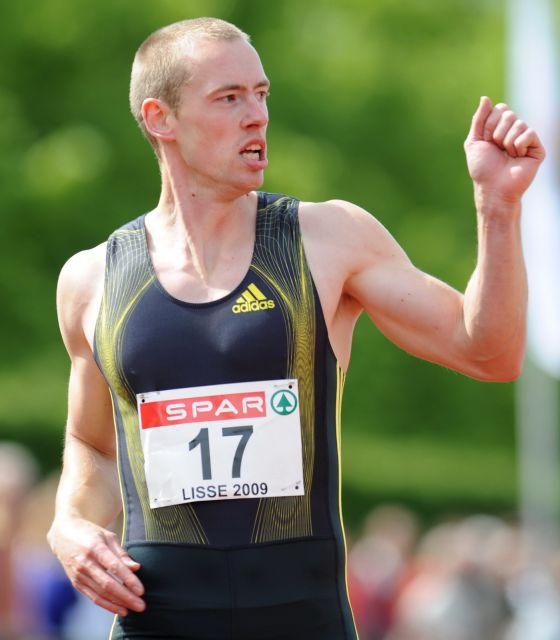
Kristof Beyens hatte als Siebter seines Rennens keine Chance, das Halbfinale zu erreichen

10. August 2005, 14:06 Uhr
Wind: −1,9 m/s
| Platz | Name                 | Nation         | Zeit (s) |
| ----- | -------------------- | -------------- | -------- |
| 1     | Christopher Williams | Jamaika        | 20,93    |
| 2     | Justin Gatlin        | USA            | 20,94    |
| 3     | Marlon Devonish      | Großbritannien | 20,95    |
| 4     | Daniel Batman        | Australien     | 20,95    |
| 5     | Ronald Pognon        | Frankreich     | 21,26    |
| 6     | Guus Hoogmoed        | Niederlande    | 21,26    |
| 7     | Kristof Beyens       | Belgien        | 21,43    |
| 8     | Tommi Hartonen       | Finnland       | 21,54    |

## Halbfinale
Aus den beiden Halbfinalläufen qualifizierten sich die jeweils ersten vier Athleten – hellblau unterlegt – für das Finale.

### Halbfinallauf 1

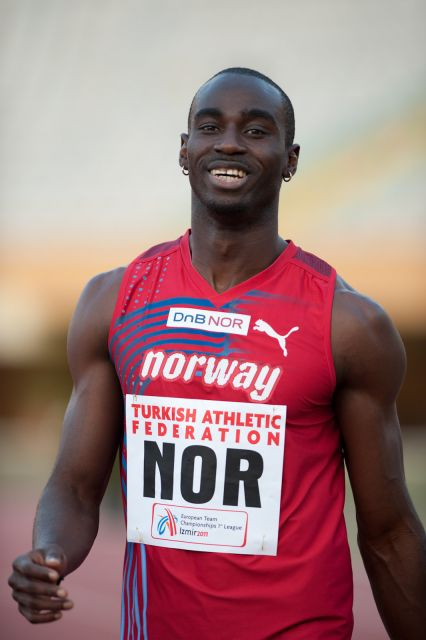
Jaysuma Saidy Ndure, hier noch für Gambia, später für Norwegen am Start, verfehlte den Endlauf um einen Rang
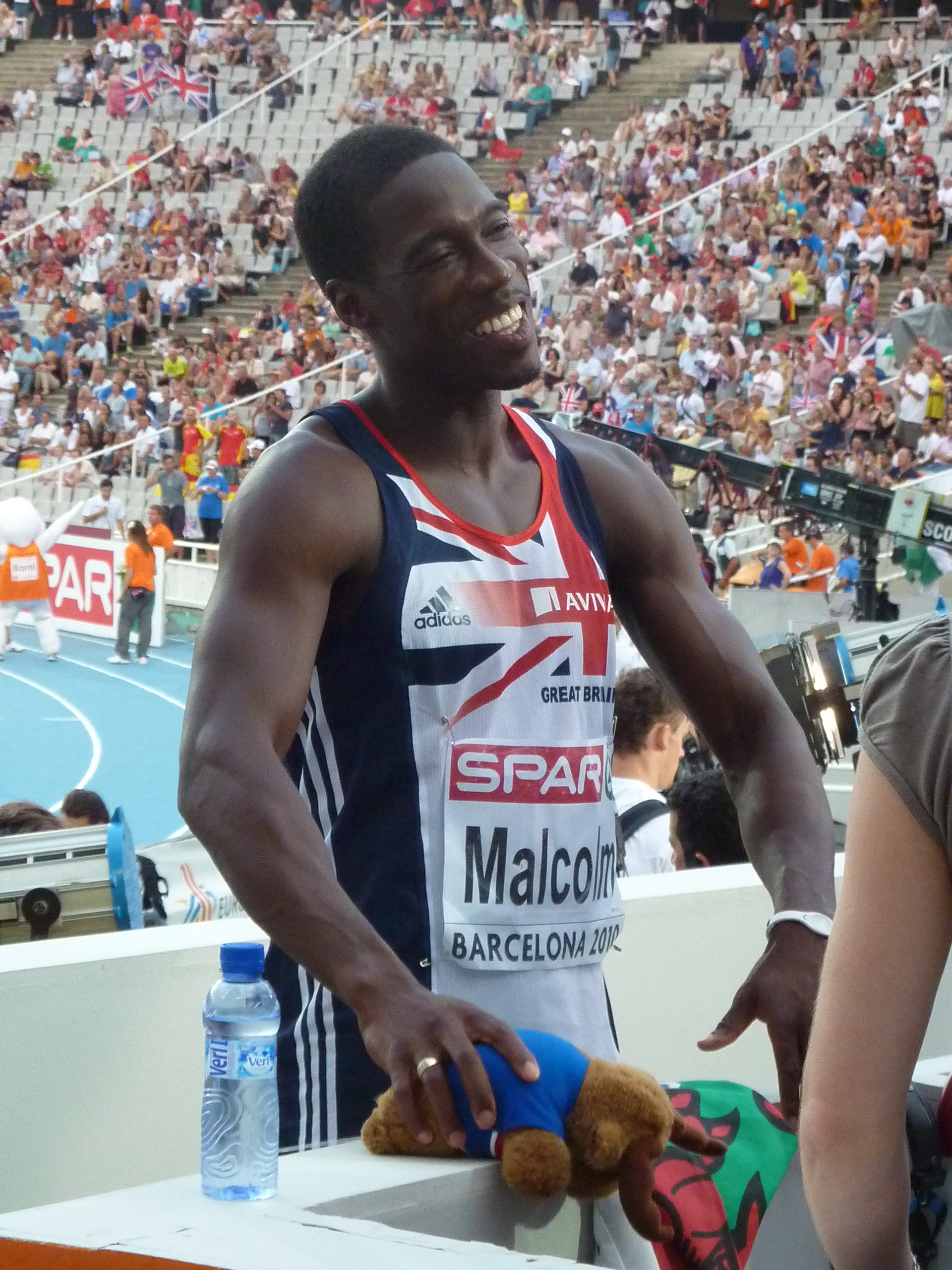
Christian Malcolms siebter Platz im ersten Halbfinale war zu wenig, um im Finale dabei zu sein

10. August 2005, 18:40 Uhr
Wind: −0,1 m/s
| Platz | Name                | Nation              | Zeit (s) |
| ----- | ------------------- | ------------------- | -------- |
| 1     | John Capel          | USA                 | 20,45    |
| 2     | Wallace Spearmon    | USA                 | 20,49    |
| 3     | Tobias Unger        | Deutschland         | 20,63    |
| 4     | Usain Bolt          | Jamaika             | 20,68    |
| 5     | Jaysuma Saidy Ndure | Gambia              | 20,75    |
| 6     | Daniel Batman       | Australien          | 20,98    |
| 7     | Christian Malcolm   | Großbritannien      | 21,09    |
| DNS   | Aaron Armstrong     | Trinidad und Tobago |          |

### Halbfinallauf 2
10. August 2005, 18:48 Uhr
Wind: −0,3 m/s
| Platz | Name                 | Nation         | Zeit (s) |
| ----- | -------------------- | -------------- | -------- |
| 1     | Tyson Gay            | USA            | 20,27    |
| 2     | Justin Gatlin        | USA            | 20,47    |
| 3     | Stéphan Buckland     | Mauritius      | 20,54    |
| 4     | Patrick Johnson      | Australien     | 20,65    |
| 5     | Christopher Williams | Jamaika        | 20,72    |
| 6     | Shingo Suetsugu      | Japan          | 20,84    |
| 7     | Marlon Devonish      | Großbritannien | 20,93    |
| 8     | Marcin Jędrusiński   | Polen          | 20,99    |

Im vierten Viertelfinalrennen ausgeschiedene Sprinter:

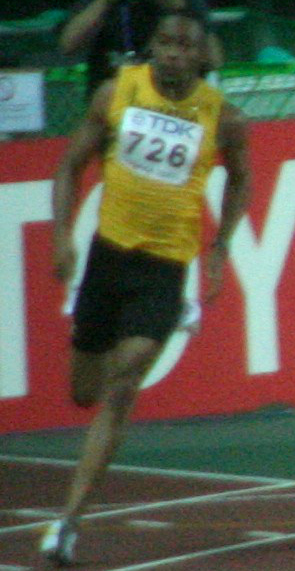
Christopher Williams Rang fünf in 29,65 s
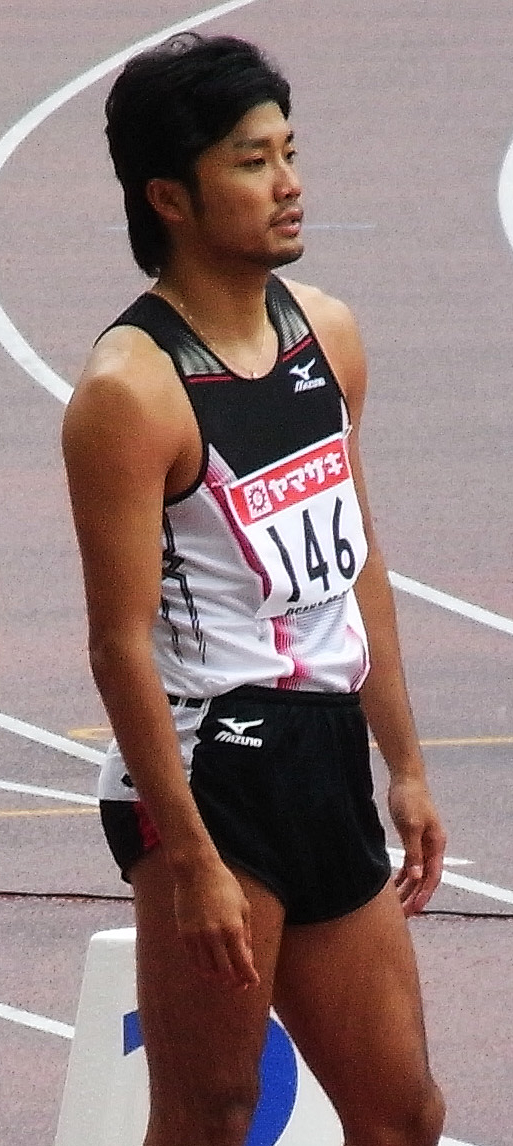
Shingo Suetsugu Rang sechs in 20,84 s
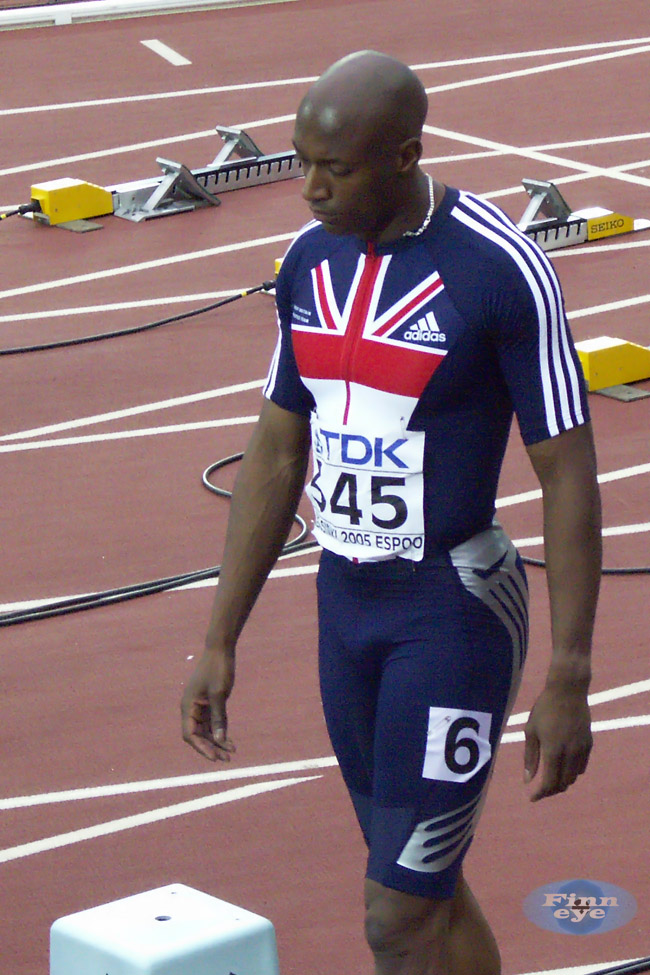
Marlon Devonish Rang sieben in 20,93 s
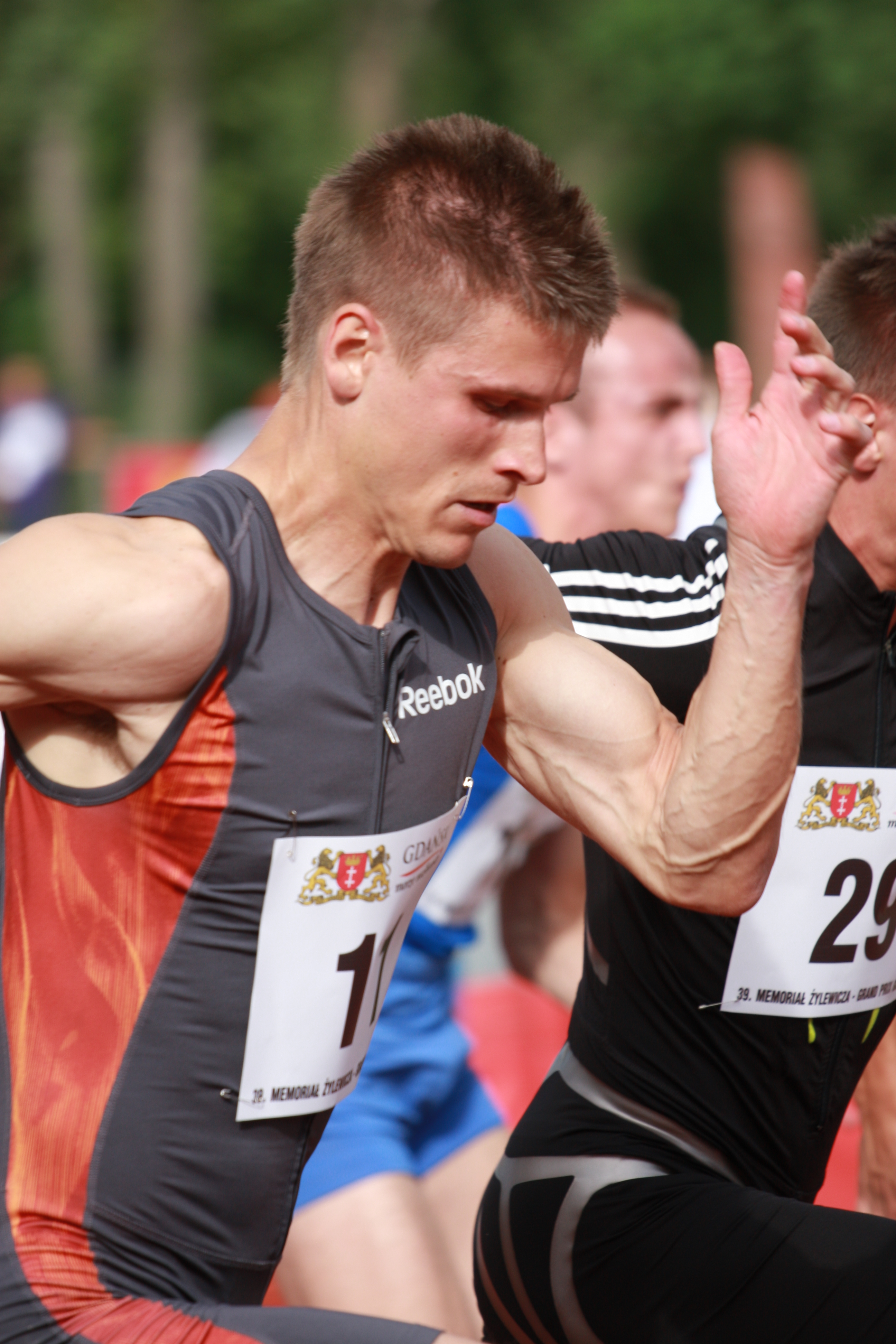
Marcin Jędrusiński Rang acht in 20,99 s

## Finale

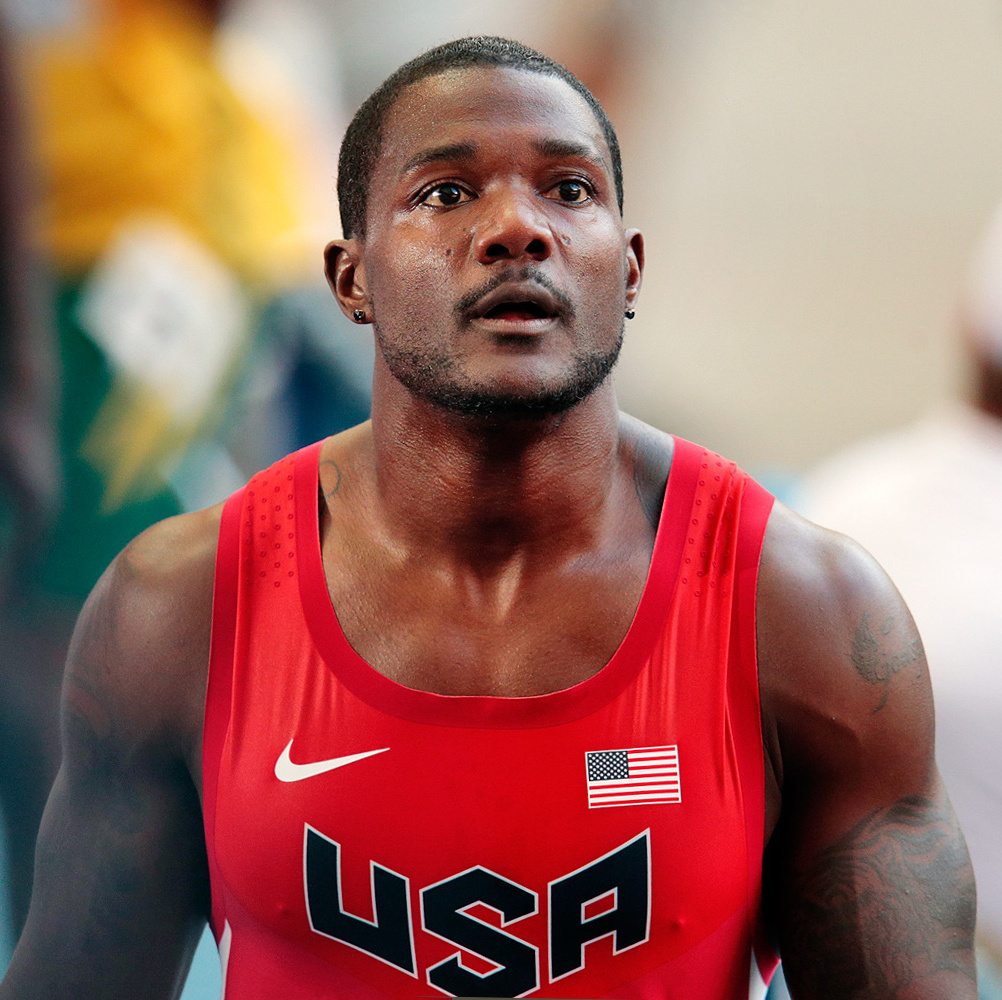
Nach seinem Sieg vier Tage zuvor über 100 Meter wurde Justin Gatlin erneut Weltmeister

11. August 2005, 22:10 Uhr
Wind: −0,5 m/s
| Platz | Name             | Nation      | Zeit (s) |
| ----- | ---------------- | ----------- | -------- |
| 1     | Justin Gatlin    | USA         | 20,04    |
| 2     | Wallace Spearmon | USA         | 20,20    |
| 3     | John Capel       | USA         | 20,31    |
| 4     | Tyson Gay        | USA         | 20,34    |
| 5     | Stéphan Buckland | Mauritius   | 20,41    |
| 6     | Patrick Johnson  | Australien  | 20,58    |
| 7     | Tobias Unger     | Deutschland | 20,81    |
| 8     | Usain Bolt       | Jamaika     | 26,27    |

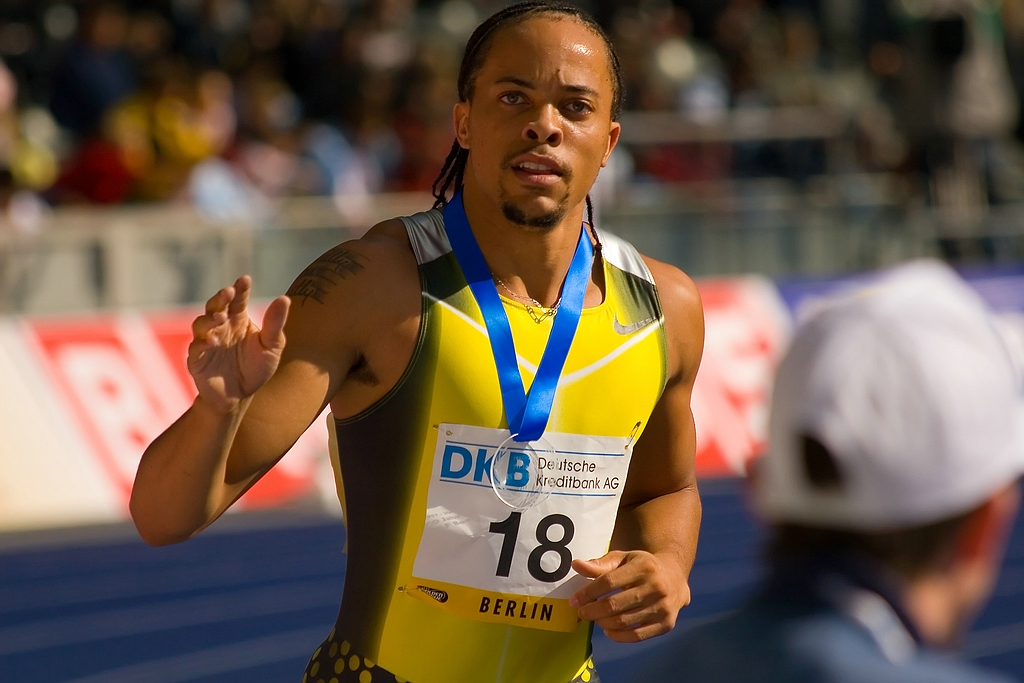
Vizeweltmeister Wallace Spearmon
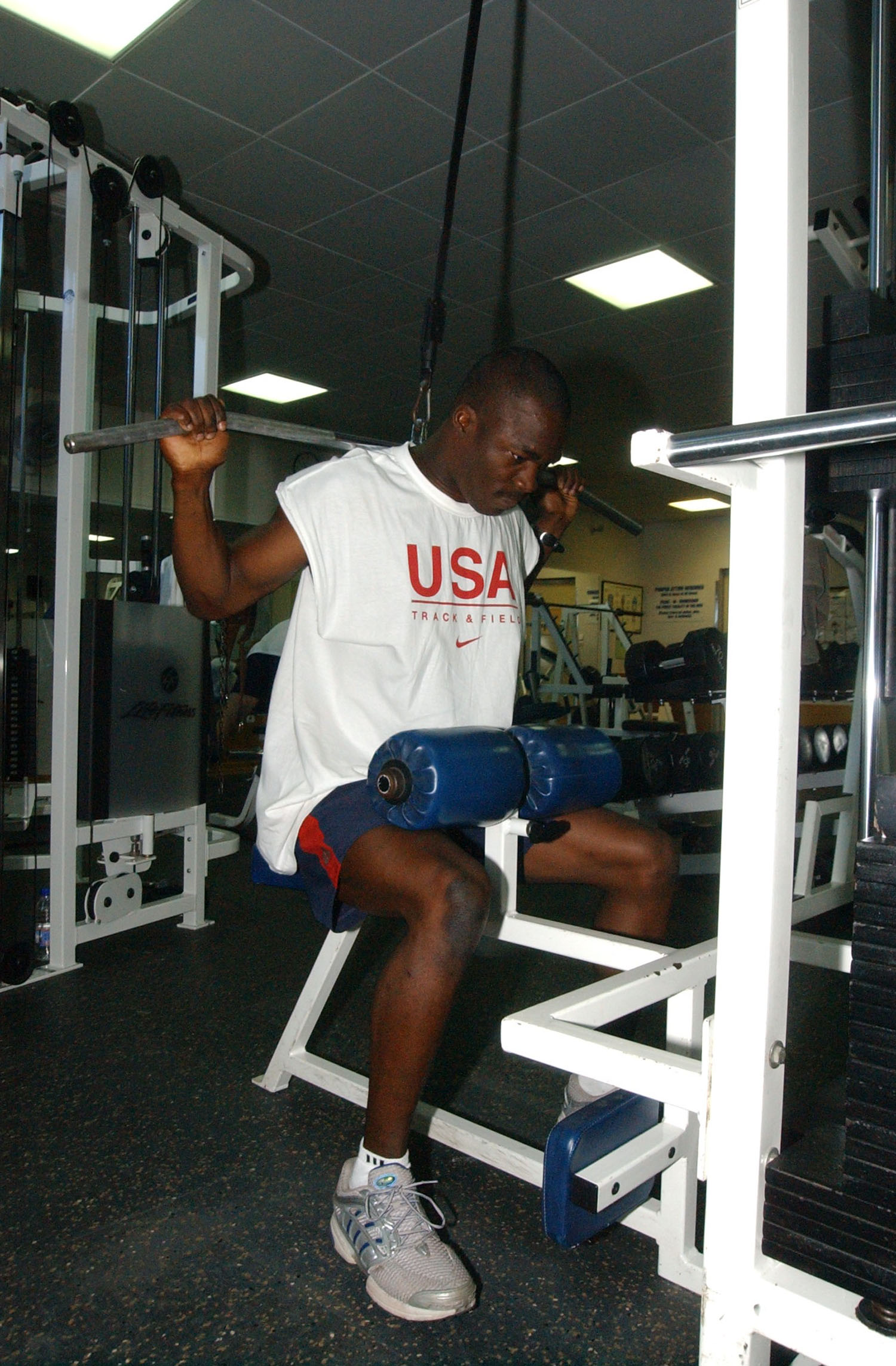
Bronze für Titelverteidiger John Capel
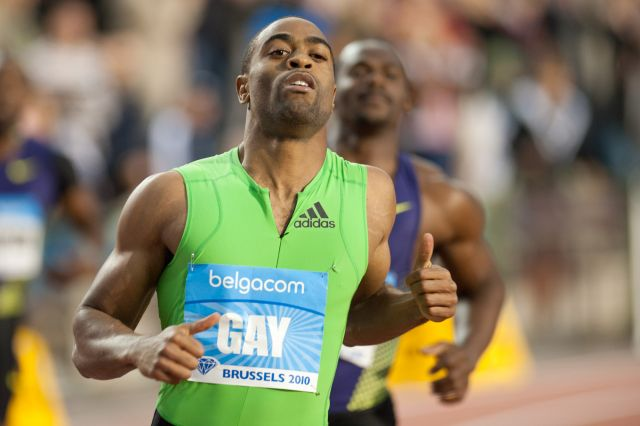
Tyson Gay vervollständigte als Vierter den kompletten US-amerikanischen Triumph
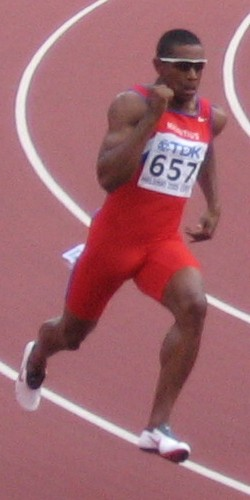
Stéphan Buckland kam auf den fünften Platz
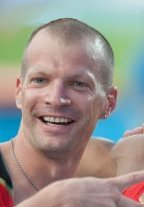
Rang sieben für Tobias Unger
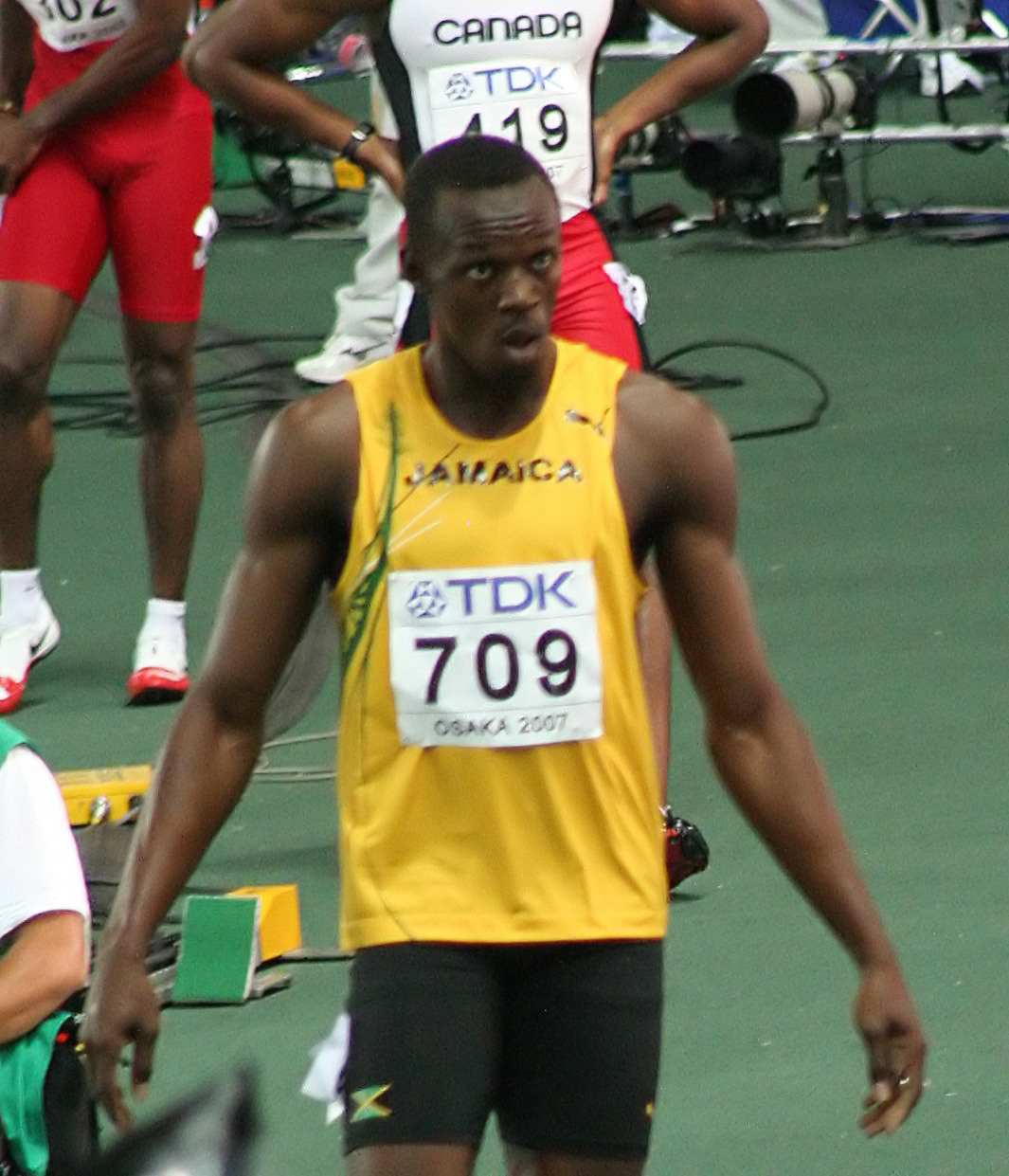
Der hier noch nicht einmal 19-jährige spätere Dominator Usain Bolt erreichte im Finale den achten Platz

## Video
- 2005 World Championship Men's 200m, youtube.com, abgerufen am 23. September 2020